# GABRA1
GABRA1 (англ. Gamma-aminobutyric acid type A receptor alpha1 subunit) – білок, який кодується однойменним геном, розташованим у людей на короткому плечі 5-ї хромосоми.  Довжина поліпептидного ланцюга білка становить 456 амінокислот, а молекулярна маса — 51 802.
| 10         |  | 20         |  | 30         |  | 40         |  | 50         |
| ---------- |  | ---------- |  | ---------- |  | ---------- |  | ---------- |
| MRKSPGLSDC |  | LWAWILLLST |  | LTGRSYGQPS |  | LQDELKDNTT |  | VFTRILDRLL |
| DGYDNRLRPG |  | LGERVTEVKT |  | DIFVTSFGPV |  | SDHDMEYTID |  | VFFRQSWKDE |
| RLKFKGPMTV |  | LRLNNLMASK |  | IWTPDTFFHN |  | GKKSVAHNMT |  | MPNKLLRITE |
| DGTLLYTMRL |  | TVRAECPMHL |  | EDFPMDAHAC |  | PLKFGSYAYT |  | RAEVVYEWTR |
| EPARSVVVAE |  | DGSRLNQYDL |  | LGQTVDSGIV |  | QSSTGEYVVM |  | TTHFHLKRKI |
| GYFVIQTYLP |  | CIMTVILSQV |  | SFWLNRESVP |  | ARTVFGVTTV |  | LTMTTLSISA |
| RNSLPKVAYA |  | TAMDWFIAVC |  | YAFVFSALIE |  | FATVNYFTKR |  | GYAWDGKSVV |
| PEKPKKVKDP |  | LIKKNNTYAP |  | TATSYTPNLA |  | RGDPGLATIA |  | KSATIEPKEV |
| KPETKPPEPK |  | KTFNSVSKID |  | RLSRIAFPLL |  | FGIFNLVYWA |  | TYLNREPQLK |
| APTPHQ     |  |            |  |            |  |            |  |            |

A: Аланін

C: Цистеїн

D: Аспарагінова кислота

E: Глутамінова кислота

F: Фенілаланін

G: Гліцин

H: Гістидин

I: Ізолейцин

K: Лізин

L: Лейцин

M: Метіонін

N: Аспарагін

P: Пролін

Q: Глутамін

R: Аргінін

S: Серин

T: Треонін

V: Валін

W: Триптофан

Кодований геном білок за функціями належить до рецепторів, іонних каналів, хлорних каналів. 
Задіяний у таких біологічних процесах як транспорт іонів, транспорт. 
Білок має сайт для зв'язування з хлоридом. 
Локалізований у клітинній мембрані, мембрані, клітинних контактах, цитоплазматичних везикулах, синапсах.